# Парламент Каймановых Островов
Парламент Каймановых Островов (англ. Parliament of the Cayman Islands) — однопалатный законодательный орган британской заморской территории Каймановых Островов. Парламент состоит из 21 члена, из которых 19 членов избираются на четырехлетний срок в ходе всеобщих выборов и два члена являются таковыми ex officio (по должности). До 3 декабря 2020 года Законодательное собрание Каймановых островов.

## Выборы парламента
Губернатор Каймановых Островов может в любое время временно прекратить деятельность парламента или распустить его. Губернатор должен распустить парламент по истечении четырёх лет с даты первого собрания парламента после всеобщих выборов, если он не был распущен ранее. В течение двух месяцев после каждого роспуска парламента должны проводиться всеобщие выборы, которые назначает губернатор своей прокламацией. Первое заседание каждой сессии палаты должно проводиться Прокламацией в день, который назначит губернатор. Сессия обычно состоит из четырёх сессий, каждая из которых состоит из нескольких заседаний.
На выборах 8 ноября 2000 года при явке 80 % были избраны только беспартийные. После этих выборов консервативные члены парламента сформировали Объединённую демократическую партию. В ответ на образование консервативной партии было также образовано социал-демократическое Народное прогрессивное движение, которое победило на следующих выборах 2005 года.

## История
Первая встреча для обсуждения возможного законодательного будущего Каймановых островов состоялась 5 декабря 1831 года в старейшем здании на островах замке Педро Сент-Джеймс в области Саванна на Большом Каймане. Это здание является первой резиденцией парламентариев на Каймановых островах.
К 1909 году то, что было создано как Законодательное собрание судей и вестри, собиралось в здании суда на набережной в Джорджтауне. Здание служило резиденцией правительства, суда и Законодательного собрания. Сейчас здесь находится Национальный музей Каймановых островов.
Нынешнее здание Законодательного собрания построено на месте бывшего Королевского парка принцессы. Проект здания стал предметом споров, когда его выбрали победителем международного архитектурного конкурса. Оно стало первое общественное здание на Каймановых островах с заливкой бетона, но современные технологии ещё не использовались, поэтому бетон смешивался на улице и заливался ведром за ведром бригадой ведёрщиков. Краеугольный камень был заложен капитаном Райалом Бразли Бодденом 29 сентября 1971 года. Строительство было завершено в июле 1972 года.
К 2003 году законодательная власть переросла пространство и здание нуждалось в ремонте. Ремонтные работы начались в феврале 2003 года, в результате чего было увеличено пространство, а также отремонтированы части интерьера, включая главное помещение.
Здание Законодательного собрания было вновь открыто 2 июля 2004 года за два месяца до урагана «Айван», который почти полностью разрушил Большой Кайман за два дня 11 и 12 сентября 2004 года. Тем не менее, здание Законодательного собрания выдержало ураган с незначительными повреждениями крыши.
Девятнадцать членов парламента в настоящее время избираются по принципу «один человек — один голос» в соответствии с Конституцией 2015 года. Новая система заменило прежнюю избирательную систему по Конституции 2009 года, по которой 18 депутатов избрались в пяти многомандатных и двух одномандатных округах.
3 декабря 2020 года Законодательное собрание Каймановых островов было переименовано в Парламент Каймановых островов Постановлением 2020 года о Конституции (поправка) Каймановых островов.

## Состав парламента
В Палату собрания входят 21 представитель: 19 членов избираются на всеобщих выборах и два члена парламента являются таковыми ex officio (по занимаемой должности). Два (назначенных) члена ex officio — заместитель губернатора и генеральный прокурор — назначаются губернатором Каймановых островов.